# Conférence de Paris (1858)
Pour les articles homonymes, voir Conférence de Paris.
La conférence de Paris (1858), officiellement nommée Conférence intergouvernementale de Paris de 1858, prévue par le traité de Paris de 1856, se tient du 22 mai au 19 août 1858 au ministère des Affaires étrangères à Paris. 
Composée des six puissances garantes et de l'Empire ottoman, elle est chargée de réorganiser politiquement, administrativement et juridiquement les deux « principautés danubiennes » de Moldavie et de Valachie.

## Contexte
Le traité de Paris du 30 mars 1856 met fin à la guerre de Crimée (1853-1856), visant à stopper l'expansion russe au détriment de l'Empire ottoman. Entré en vigueur le 16 avril 1856, il déclare la neutralité de la mer Noire et interdit aux navires de guerre la navigation et la construction de fortifications autour de cette mer et sur le bas-Danube. Le traité proclame l’intégrité de l’Empire ottoman, qui est désormais admis à participer aux avantages du droit public et du « concert européen ». Constantinople semble désormais à l’abri du « projet grec » de l'Empire russe, qui visait à faire de la mer Noire un « lac russe » en s'appuyant sur les chrétiens des Balkans et du Caucase : cette mer devient un espace géopolitique commercial dédié à des activités pacifiques.
D'autre part, les principautés roumaines de Moldavie et de Valachie existaient de facto comme États chrétiens autonomes depuis le Moyen Âge, disposant de leurs propres souverains, lois, armées et ambassadeurs, mais de jure, elle n'étaient pas internationalement reconnues, leurs ressortissants devaient voyager comme sujets ottomans, et elles ne figuraient pas sur la plupart des cartes, car depuis le XVIe siècle elles étaient tributaires de la « Sublime Porte ». C'est pourquoi le traité reconnaît officiellement leur autonomie, ainsi que celle de la Serbie acquise en 1817, et place les trois États chrétiens sous la garantie collective du Sultans turcs et des puissances européennes occidentales : ce sont les modalités de l'autonomie et de l'organisation politique et juridique des principautés danubiennes qui constituent l'enjeu principal de la conférence de 1858.

## Discussions

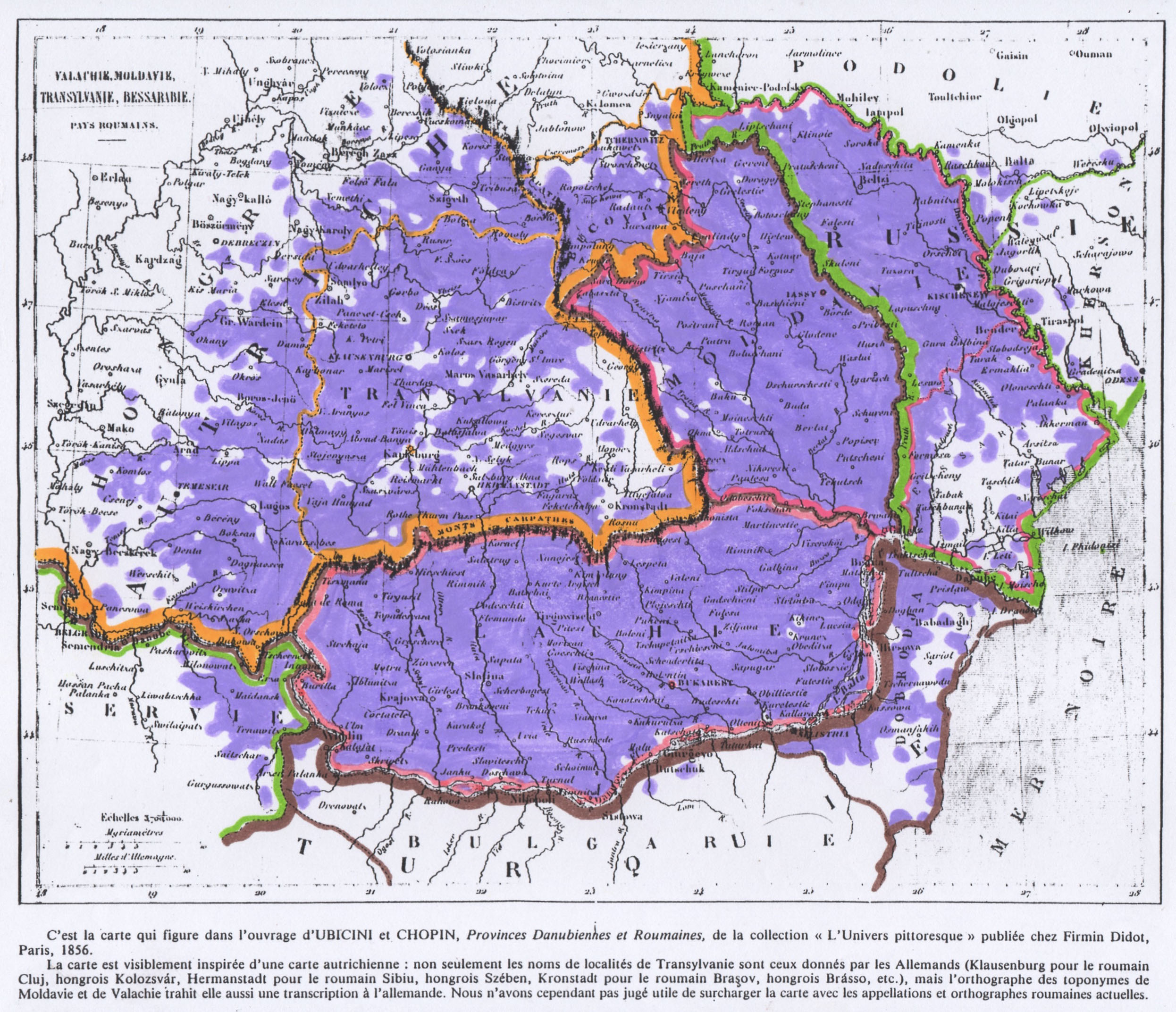
Les pays roumanophones en 1856 (Firmin Didot) : la Valachie au sud et la Moldavie au nord est.

Sous la présidence du comte Alexandre Walewski, ministre français des Affaires étrangères, la conférence débute le 22 mai 1858 et se réunit durant presque trois mois au cours de 20 séances. Les ministres plénipotentiaires des puissances garantes sont les suivants : Joseph Alexander von Hübner (Autriche), Henry Wellesley (Royaume-Uni), Salvator marquis de Villamarina (Sardaigne), Maximilian comte de Hatzfeldt (Prusse), Paul Kisseleff (Russie) et Mehmed Fuad Pacha (Empire ottoman).
Les séances de travail s'avèrent laborieuses en raison des divergences de vue entre les puissances garantes. Dès l'ouverture de la conférence, Victor Place, consul de France en Moldavie, Nicolae Golescu et Ion Brătianu, figures libérales issues de la Révolution roumaine de 1848, tentent de faire pression sur le Royaume-Uni en adressant à la Chambre des communes une lettre demandant que la conférence autorise l'union des principautés, mais le Royaume-Uni y est défavorable. La France, la Sardaigne et la Russie rejettent l'idée de l'élection d'un des anciens hospodars en Valachie et souhaitent la venue d'un homme nouveau au pouvoir.
Au début juin, l'empire d'Autriche, allié du Royaume-Uni, manque de faire échouer la conférence en raison de la question de l'ouverture de l'isthme de Suez. Inquiète face aux revendications des Roumains, la presse autrichienne et hongroise présente les principautés comme des pays misérables, instables et gangrénés par la corruption et la violence, une poudrière menacée par la compétition entre les candidats à l'hospodariat. La Prusse estime que certains articles du traité de Paris de 1856 peuvent être reconsidérés. La France de Napoléon III est favorable à l'union complète des deux principautés roumaines, mais sous l'autorité d'un prince étranger. Le comte Walewski justifie sa position en affirmant que cette union répond aux vœux des populations concernées. La conférence tente de trouver un compromis entre les différents points de vue. La France demeure seule à soutenir l'union, ce qui suscite une forte francophilie parmi les Roumains.

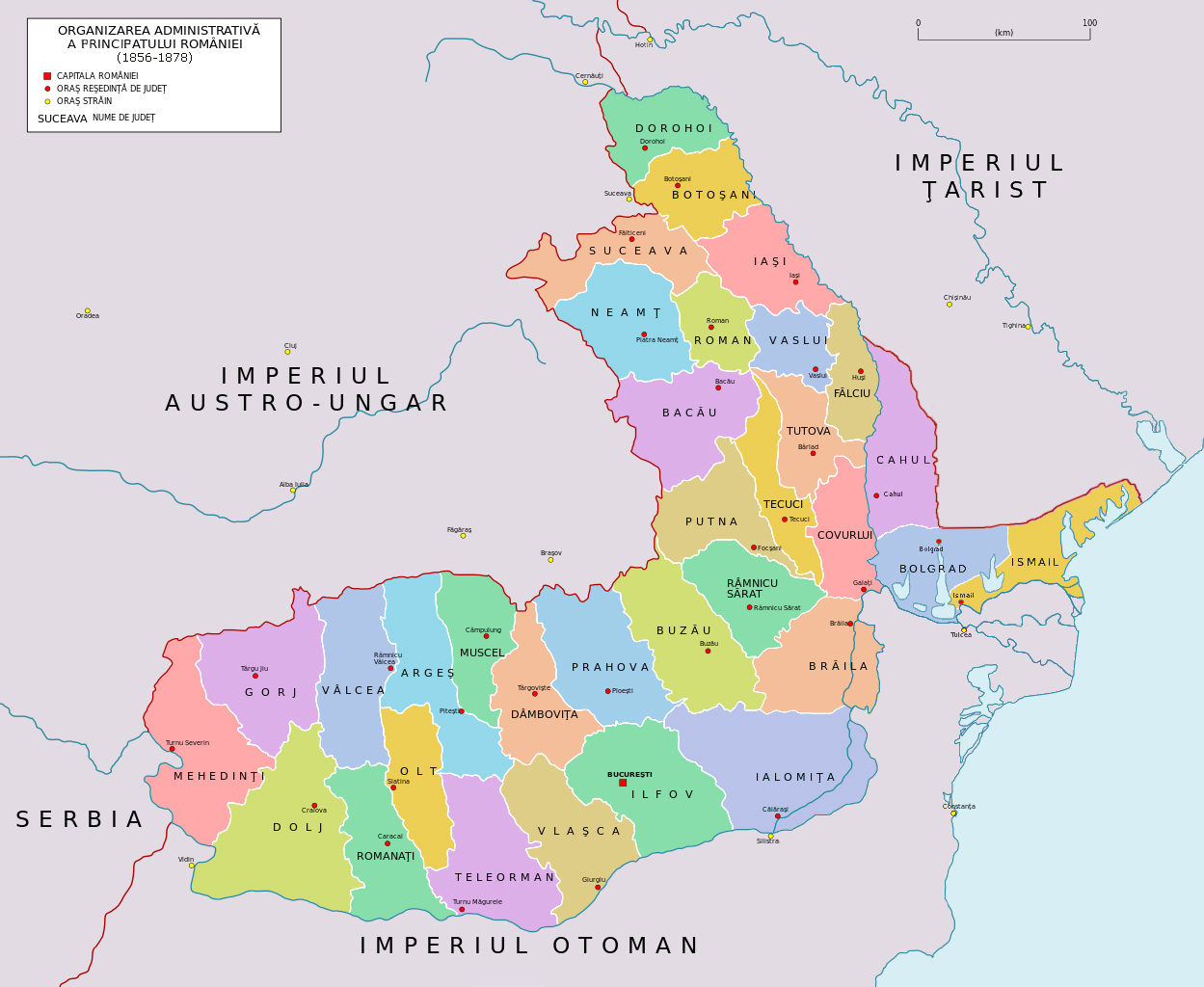
Les principautés roumaines en 1859.

## Résultats
Les puissances garantes et l'Empire ottoman s'accordent et signent une convention relative à l'organisation des principautés de Moldavie et de Valachie le 19 août 1858. Elle compte 50 articles et une annexe de 23 articles relative aux stipulations électorales. En France la convention est ratifiée par décret impérial le 7 octobre 1858 et promulguée le 13 octobre suivant .
Dès lors, les principautés danubiennes adoptent le nom de « principautés unies de Moldavie et de Valachie » : elles demeurent tributaires du sultan turc mais s'administrent librement sans l'ingérence de l'Empire ottoman, dans les limites stipulées par les puissances garantes et la « Sublime Porte ». Dans chaque principauté, les pouvoirs publics sont confiés à un hospodar et à une Assemblée élective avec le concours d'une commission centrale commune aux deux principautés. Le pouvoir exécutif est exercé par l'hospodar. Le pouvoir législatif est exercé collectivement par l'hospodar, l'Assemblée élective et la commission centrale. Le pouvoir judiciaire est exercé par des magistrats nommés par l'hospodar et en son nom.
Les principautés continuent à verser chaque année un tribut à la puissance ottomane mais celui-ci est fixé et réduit : 1 500 000 piastres pour la Moldavie et 2 500 000 piastres pour la Valachie. L'hospodar est élu à vie par l'Assemblée et reçoit une liste civile annuelle. Est éligible à l'hospodariat quiconque est âgé de 35 ans, fils d'un père né moldave ou valaque et justifiant d'un revenu foncier de 3 000 ducats, pourvu qu'il ait rempli des fonctions publiques pendant dix ans ou fait partie des Assemblées : en pratique cela réserve la fonction aux aristocrates et grands-bourgeois.
Les principautés ne sont donc pas encore vraiment unies et conservent des institutions parallèles coordonnées par une commission centrale à Focșani, mais le 17 janvier 1859 les unionistes font élire Alexandre Jean Cuza (en roumain Alexandru Ioan Cuza), francophile issu de la classe noble des boyards moldaves, colonel de l'armée moldave et déjà hospodar de Moldavie. Le vote en faveur de Cuza est réitéré le 5 février suivant en Valachie. La double élection d'un même hospodar par les deux Assemblées moldave et valaque manifeste la volonté des deux principautés d'être désormais unies et prépare leur union effective réalisée en 1862.